# Massacri di Piaśnica
I massacri di Piaśnica furono una serie di esecuzioni di massa, perpetrate dagli occupanti tedeschi nelle foreste di Piaśnica, vicino a Wejherowo, in Polonia. Le esecuzioni iniziarono alla fine di ottobre 1939 e continuarono fino all'inizio di aprile 1940. 
Furono parte del piano Intelligenzaktion, gli esecutori furono gli ufficiali delle SS ed i membri del Volksdeutscher Selbstschutz. Gli storici stimano che le vittime del massacro siano state un numero variabile tra 12.000 e 14.000 persone, tra le vittime ci furono numerosi rappresentanti sia dell'intellighenzia polacca sia di altre persone di nazionalità polacca, ceca e tedesca. Piaśnica fu il luogo con il maggiore numero di esecuzioni di polacchi, secondo solo al campo di concentramento di Stutthof, considerando tutto l'arco temporale della seconda guerra mondiale. L'evento è noto anche come la Katyn' di Pomerania o il Golgota della Casciubia.

## L'inizio dell'occupazione tedesca

### Le prime repressioni

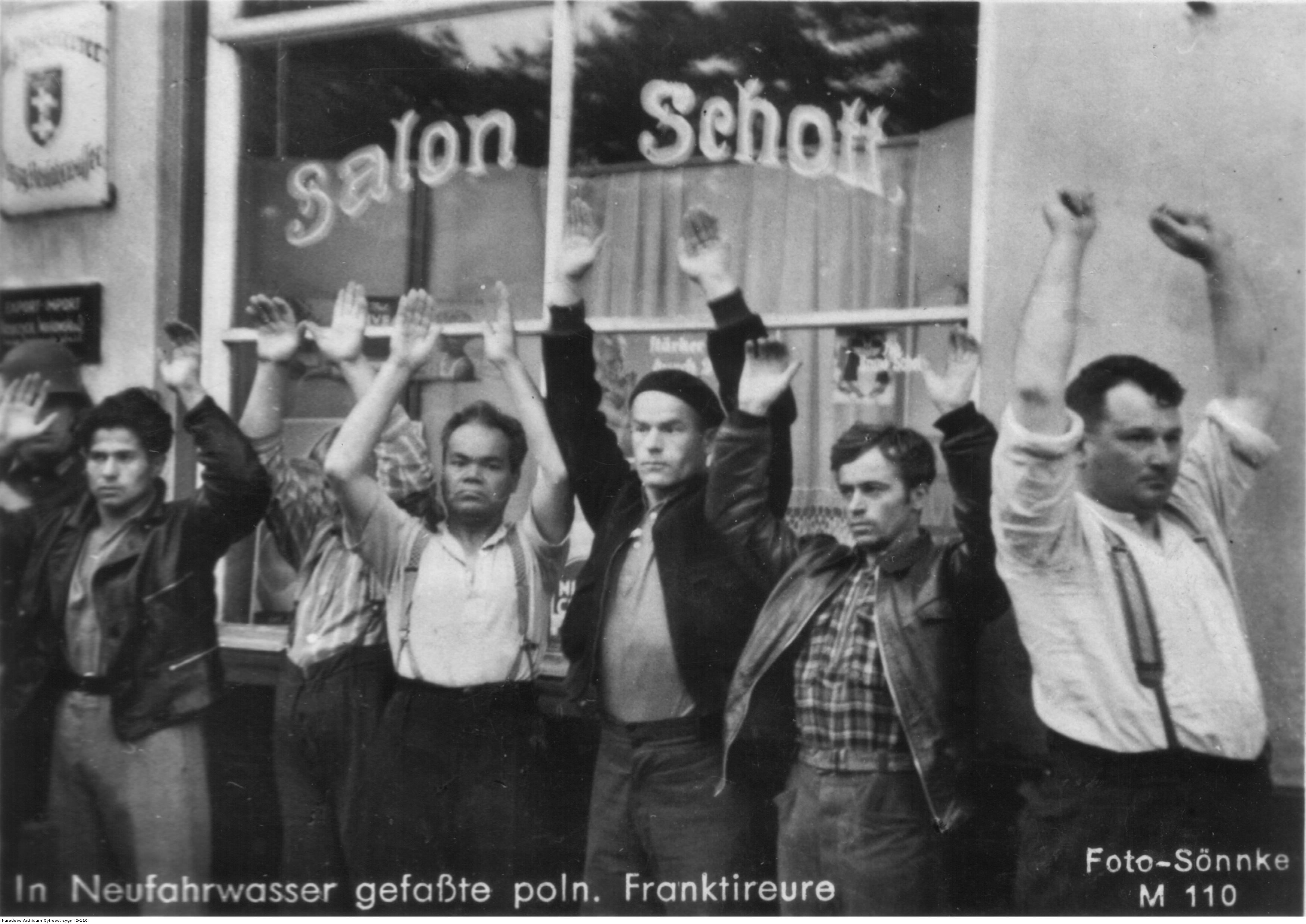
Residenti polacchi della Città Libera di Danzica arrestati nei primi giorni di guerra.

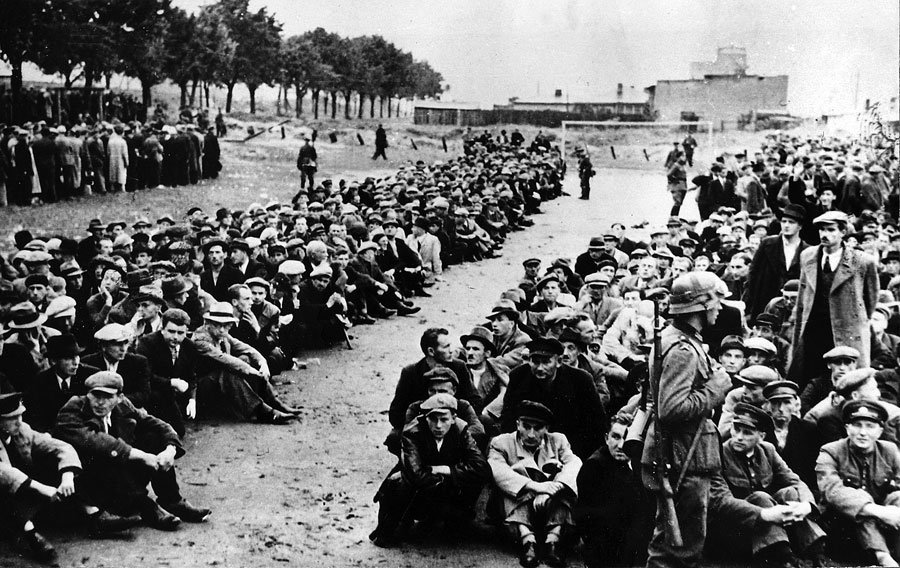
Polacchi arrestati durante loperazione di pulizia a Gdynia, settembre 1939.

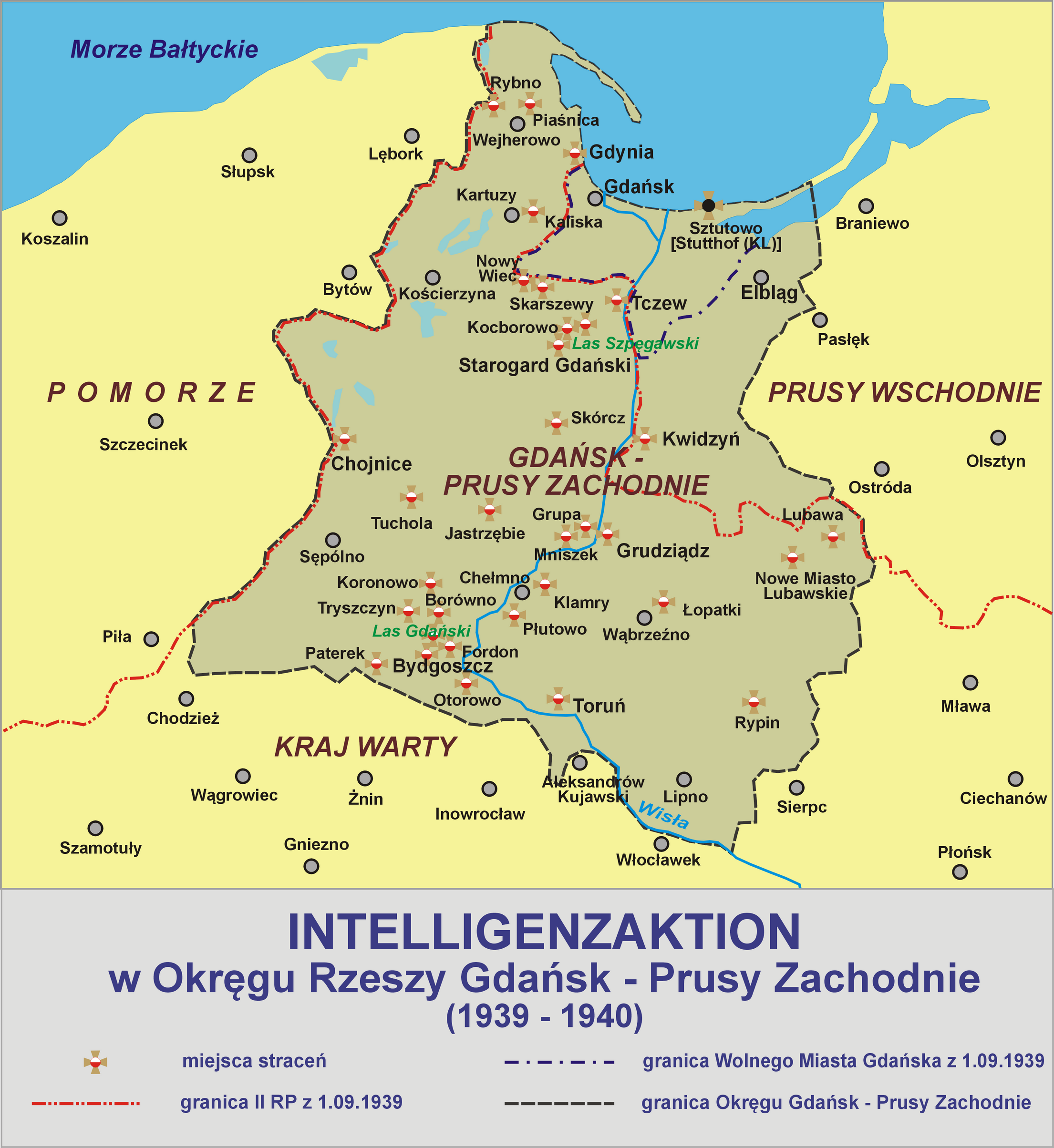
Mappa della regione.

Le truppe della Wehrmacht entrarono a Wejherowo e Puck il 9 settembre 1939. Gdynia fu occupata dai tedeschi il 14 settembre anche se i combattimenti continuarono per altri cinque giorni. Le operazioni militari sulla costa polacca si conclusero con la capitolazione dei polacchi stanziati sulla penisola di Hel il 2 ottobre 1939. Fin dai primi giorni di guerra, la Casciubia e Danzica furono sottoposte all'occupazione nazista: già durante la campagna di settembre furono assassinati centinaia di abitanti, di solito come rappresaglia per la presunta persecuzione della Volksdeutsche.
Ci furono anche casi di esecuzioni sia collettive che individuali a Wielka Wieś, dove furono uccise 25 persone (11 settembre), e a Rumia-Zagórze (12 settembre); si verificarono anche dei casi di omicidio dei prigionieri di guerra, eseguite nel cortile della prigione di Wejherowo. I tedeschi uccisero in particolare i membri delle organizzazioni paramilitari e di volontariato, nonostante le truppe combattessero secondo la Convenzione dell'Aia. La Wehrmacht, le SS e le unità di polizia tedesche organizzarono diverse cacce all'uomo oltre che arresti di massa nei territori appena occupati. Le linee guida del Comando supremo tedesco delle forze di terra (in tedesco: Oberkommando des Heeres, OKH) preventivarono l'internamento temporaneo di tutti i polacchi e degli ebrei con età compresa tra i 17 ed i 45 anni che potessero prestare il servizio militare. Inoltre, sulla base delle liste di proscrizione preparate prima della guerra, furono detenuti i rappresentanti dell'intellighenzia e del clero polacchi, oltre quei polacchi ritenuti "ostili ai tedeschi".
Il 1º settembre 1939 iniziarono gli arresti di massa degli attivisti della comunità polacca e dei dipendenti delle istituzioni statali polacche nella Città Libera di Danzica. In due settimane, furono arrestate quasi 3.000 persone, imprigionate in edifici riadattati (ad esempio nel caso dell'istituto Victoria-Schule).
Dopo la presa di Gdynia, fu effettuata un'operazione di controllo della popolazione della città su larga scala, durata dal 14 al 30 settembre 1939. L'ampia portata di questa operazione può essere provata dal fatto che il secondo giorno furono arrestate circa 4.000 persone dalla polizia tedesca e diverse altre migliaia furono arrestate dai soldati della Wehrmacht. Il 16 settembre, il numero degli arrestati fu di 6.000-7.000 persone: di queste, 3.000 persone furono rilasciate subito dopo l'interrogatorio, ma il 17 settembre il numero degli arrestati ritornò alla cifra di 5.000 persone. Alla fine, in seguito all'operazione di pulizia, furono arrestati "preventivamente" altri 2.250 abitanti di Gdynia, oltre alle 130 persone i cui nomi erano già presenti sulle liste di proscrizione. Inoltre, 120 abitanti di Gdynia furono catturati come ostaggi.
Gli arresti di massa colpirono anche le città del distretto marittimo, in particolare Puck e Wejherowo. Molti abitanti di Wejherowo furono detenuti a Gdynia. Nel vicino distretto di Kartuzy furono temporaneamente internate altre 4.000 persone. Molti polacchi arrestati furono deportati temporaneamente, e tra gli altri, 450 abitanti di Wejherowo furono deportati e impiegati ai lavori forzati in Germania a metà settembre, da dove tornarono tre mesi dopo.

### Intelligenzaktion
Gli atti tedeschi si intensificarono rapidamente dopo la fine della campagna di settembre. Fu rivolto principalmente contro i rappresentanti dell'intellighenzia polacca e, in senso più ampio, ai polacchi con un'ampia coscienza nazionale: questi esponenti furono incolpati, da Hitler e dai nazisti, della politica di "colonizzazione polacca" condotta nei territori occidentali nel periodo tra le due guerre e furono trattati come l'ostacolo maggiore sulla via della germanizzazione di queste regioni. I leader nazisti credettero che solo l'intellighenzia polacca avesse una reale coscienza nazionale, mentre al contrario il popolo si occupasse principalmente della vita quotidiana e che fosse indifferente al destino dello Stato. Per questo motivo, si pensò che lo sterminio dell'élite avrebbe distrutto l'identità nazionale polacca.
L'intellighenzia condannata allo sterminio non comprendeva però solo le persone che appartenevano a una certa classe sociale per via della loro educazione, ma tutti coloro i quali potevano contribuire a sviluppare un movimento di resistenza, ad esempio per la loro attività, cioè quelle persone con un ruolo attivo e manageriale; in più fu previsto anche l'arresto di persone che godevano di autorità all'interno della società polacca. I nazisti usarono il termine "leadership polacca" (Führungsschicht) in relazione a sacerdoti cattolici, insegnanti, medici, veterinari, ufficiali in pensione, funzionari, commercianti, proprietari terrieri, avvocati, scrittori, giornalisti, impiegati in uniforme, diplomati e laureati, nonché per i membri delle organizzazioni e delle associazioni come l'Unione occidentale polacca, la Lega marittima e coloniale, la Confraternita dei fucilieri Fowler, l'Associazione dei combattenti, l'Associazione dei fucilieri Strzelec e la Società di ginnastica polacca Sokół. Già prima dell'aggressione contro la Polonia, la polizia tedesca stilò il cosiddetto Sonderfahndungsbuch Polen, un elenco contenente i nomi e gli indirizzi dei rappresentanti della "leadership polacca" considerata "pericolosa", almeno secondo i canoni del Terzo Reich: questa lista di proscrizione incluse, tra gli altri, i nomi di 290 abitanti della Città Libera di Danzica, 53 abitanti di Gdynia e 56 abitanti di Tczew.
Il 20 ottobre 1939, Gdynia e altre città del distretto marittimo subirono un'altra ondata di arresti, continuati fino alla fine di novembre. Il 30 ottobre, 95 rappresentanti dell'intellighenzia locale furono detenuti a Puck: quasi tutti i sacerdoti cattolici, insegnanti, funzionari, commercianti e attivisti furono detenuti a Wejherowo, per un totale di circa 300 persone. In quel periodo, la prigione di Wejherowo era completamente sovraffollata con diverse migliaia di persone arrivate da varie città della Pomerania e i prigionieri furono sottoposti a trattamenti brutali e pesanti interrogatori. Anche molti abitanti del distretto marittimo furono imprigionati e assassinati nella prigione di Lębork. Le autorità di occupazione furono attivamente sostenute dai membri della minoranza nazionale tedesca residenti nel territorio prebellico della Repubblica di Polonia. Molti di loro si unirono ai ranghi dei cosiddetti Selbstschutz, la formazione di polizia paramilitare costituita dai tedeschi nel territorio polacco occupato.
Gli storici stimano che con il piano dell'Intelligenzaktion, tra il settembre 1939 e l'aprile 1940, i tedeschi uccisero dalle 30.000 alle 40.000 persone. Tra le vittime ci furono i rappresentanti dell'élite sociale e politica polacca, i pazienti degli ospedali psichiatrici, gli ebrei e le altre persone deportate. Secondo Dieter Schenk, il numero delle persone uccise potrebbe raggiungere anche la cifra variabile tra le 52.794 e le 60.750 persone.

## Esecuzioni nelle foreste di Piaśnica

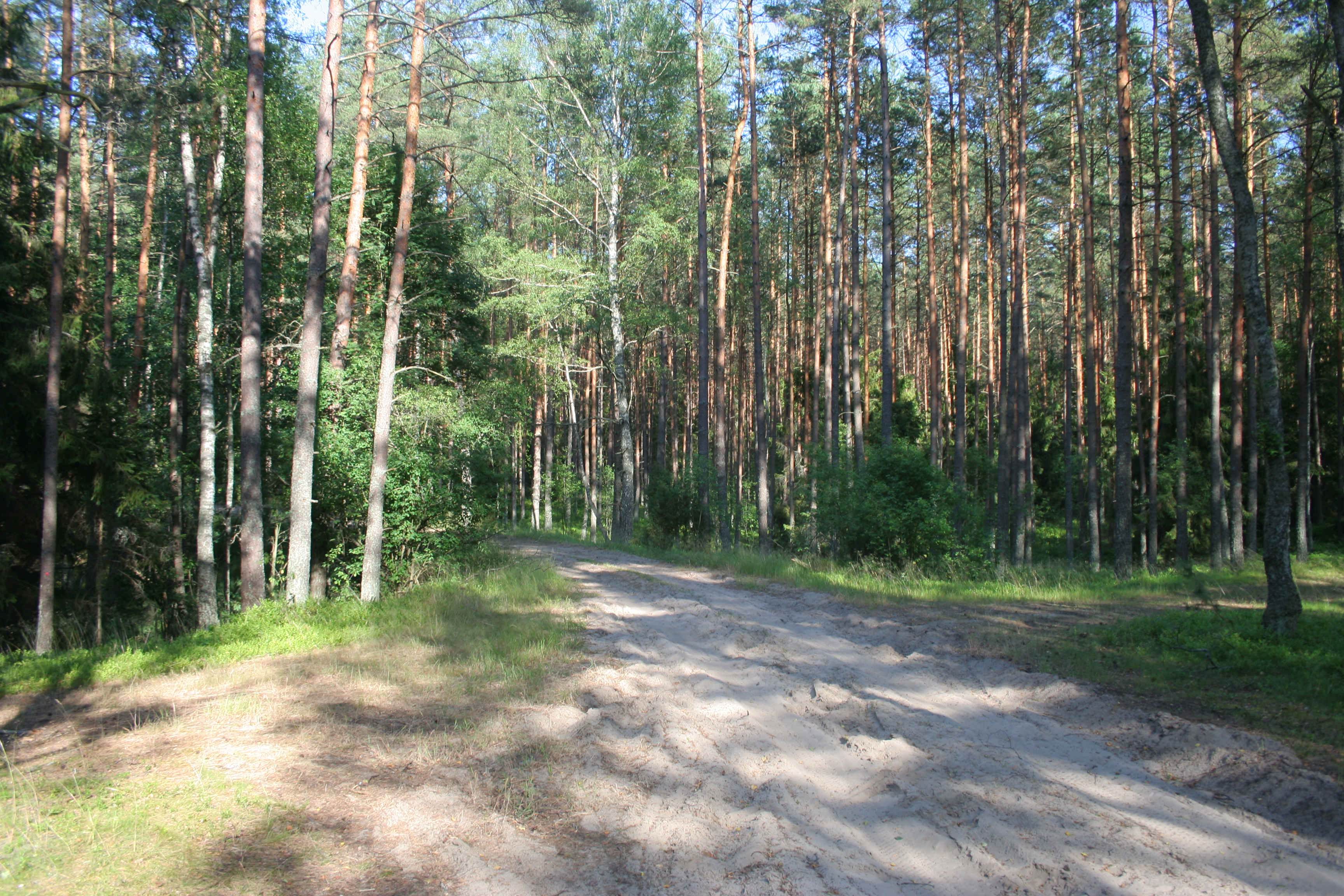
La strada che porta al luogo dell'esecuzione.

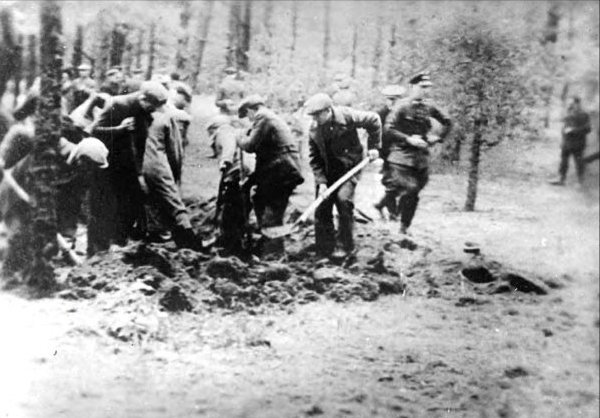
I membri del Selbstschutz che scavano tombe.

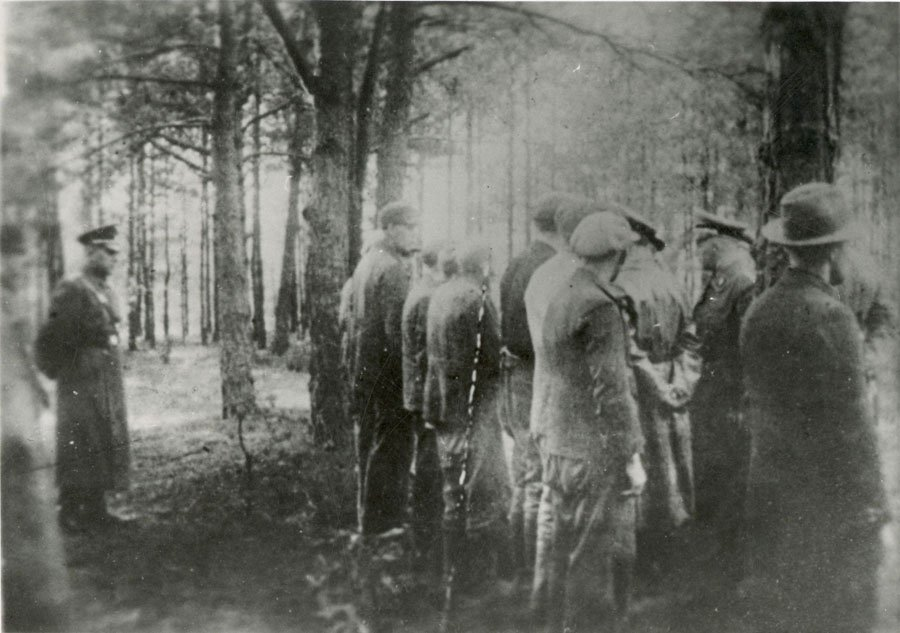
Le vittime consegnano i documenti.

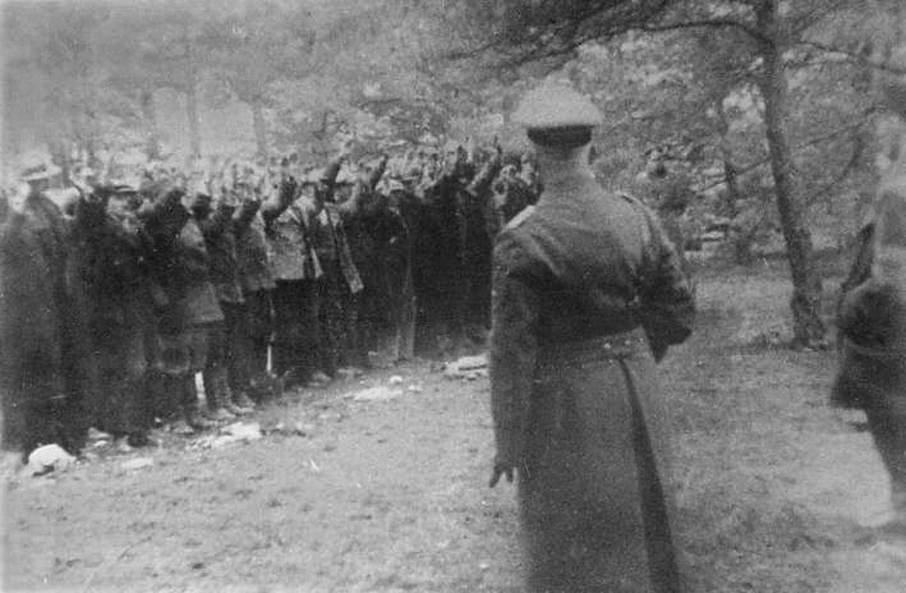
I condannati poco prima della loro esecuzione.

Alla fine del settembre 1939, gli occupanti tedeschi decisero di utilizzare l'area a ovest della strada che porta da Wejherowo a Kannoowa, di circa 250 ha, situata a circa 10 chilometri da Wejherowo, come luogo per le esecuzioni di massa. Gli abitanti dei villaggi vicini sostennero che durante questo periodo le foreste fossero ispezionate da tedeschi in uniforme: con molta probabilità questo luogo fu scelto per il suo comodo accesso sia in auto che in treno e per la sua posizione appartata.
Molto probabilmente, le esecuzioni di massa nelle foreste di Piaśnica iniziarono alla fine di ottobre 1939, anche se non c'è consenso tra gli storici sulla data della prima esecuzione: Zygmunt Milczewski ha indicato il 21 ottobre. L'inizio dello sterminio nelle foreste di Piaśnica coincise con la liquidazione dell'amministrazione militare nelle aree occupate della Pomerania e con la creazione del Distretto del Reich Danzica-Prussia occidentale. Le esecuzioni di massa furono precedute da un incontro tra gli ufficiali di SD e Sipo nei primi giorni di ottobre 1939, durante il quale il comandante dell'Einsatzkommando 16 e della Gestapo a Danzica Rudolf Tröger riferì all'assemblea l'ordine di Himmler di "ripulire l'intellighenzia polacca".
Per i prigionieri politici di Danzica, Pomerania e Casciubia, l'ultima tappa prima di essere fucilati a Piaśnica solitamente fu la prigione di Wejherowo, dove arrivarono dalle prigioni e dai campi locali e poi trattenuti per un breve periodo prima dell'esecuzione. Meno frequentemente, ci furono casi in cui i detenuti furono portati sul luogo dell'esecuzione direttamente dal carcere di Puck o dai campi di internamento di Gdynia e Danzica. A loro volta, i trasporti dal Reich raggiunsero Wejherowo in treno. Tipicamente, a questo scopo veniva utilizzato il treno n° 591 da Lębork a Danzica, a cui erano attaccate 2-3 "carrozze speciali" in coda, piene di uomini, donne e bambini da giustiziare a Piaśnica. Alla stazione di Wejherowo, i "carri speciali" venivano poi staccati e spostati su un binario di raccordo situato accanto al passaggio a livello che attraversa la strada Wejherowo-Kannoowa; una volta effettuata una prima selezione, le vittime venivano caricate su autobus e camion, durante la selezione le famiglie venivano separate e i bambini venivano sottratti alle madri, potevano tenere con loro solo i neonati.
I detenuti, spesso con le mani legate, venivano trasportati nella foresta su autobus o camion coperti, accompagnati da moto e autovetture di scorta e dai membri del plotone di esecuzione. Di solito, le fosse comuni venivano preparate prima dell'esecuzione. Inizialmente, questo compito veniva svolto dai contadini tedeschi dei villaggi limitrofi, appositamente impiegati per questo scopo. Inizialmente, il plotone di esecuzione fu composto da uomini delle SS di Danzica, appositamente incaricati a Wejherowo. Dopo qualche tempo, avrebbero rifiutato di partecipare alle esecuzioni a causa dello stress mentale. Furono quindi sostituiti da uomini delle SS dell'unità speciale Wachsturmbann "Eimann" e dai membri della Selbstschutz locale, sotto la supervisione delle SS e degli ufficiali di polizia di Gdynia. Il plotone di esecuzione fu solitamente composto da 40-60 persone e fu responsabile del trasporto e della liquidazione delle vittime. Il luogo dell'esecuzione fu messo in sicurezza dagli ufficiali della gendarmeria della stazione di Wejherowo.
Le vittime furono costrette a spogliarsi prima della morte, in gruppi di 5-6 persone condotti alle fosse comuni, dove vennero assassinati con un colpo alla nuca, in piedi o in ginocchio. I feriti furono uccisi successivamente dal comandante del plotone di esecuzione. Le restanti vittime di solito aspettavano il loro turno a circa 200 metri dal luogo dell'esecuzione. Secondo uno dei testimoni, ci furono anche casi in cui i detenuti furono colpiti da colpi di arma da fuoco con mitragliatrici nascoste tra i cespugli. Le esecuzioni avvennero sia di giorno che di notte (alla luce dei fari delle auto).
Prima delle esecuzioni, confermate dalle testimonianze dei testimoni e dai risultati dell'esame dei corpi ritrovati, i tedeschi torturarono i condannati. Alcuni resoconti parlano dell'uccisione dei bambini più piccoli, rompendo loro la testa contro i tronchi d'albero. A conferma di questi avvenimenti, nei tronchi degli alberi che crescevano vicino alle fosse comuni, altri bambini avrebbero poi ritrovato denti e capelli. Al termine dell'esecuzione, le auto svuotate furono portate a Wejherowo con gli abiti degli assassinati, per essere trasferiti all'assistenza sociale nazista (Nationalsozialistische Volkswohlfahrt). Il corso dell'azione di sterminio fu documentato dai tedeschi utilizzando le fotografie: gli autori furono solitamente Georg e Waldemar Engler (padre e figlio), membri di Selbstschutz che gestivano un negozio di fotografia a Wejherowo.
In quasi 50 casi fu possibile specificare anche la data dell'esecuzione, giorno e mese: ad esempio, fu stabilito che il 3 novembre 1939 furono fucilate almeno 82 persone a Piaśnica, sedici dipendenti del tribunale e del comune di Gdynia, tra cui quattro giudici e il direttore ed i dipendenti della centrale elettrica di Miejskie Zakłady Energetyczne di Hel, il pilota del porto di Danzica-Gdynia, il direttore di una filiale della banca polacca a Gdynia e molti suoi subordinati, un sacerdote di Wejherowo, quattro insegnanti, numerosi mercanti, oltre ai molti abitanti delle città del powiat balneare. Nella seconda metà di novembre 1939 un gruppo di circa 20 membri della Polizia di Stato fu fucilato a Piaśnicada Gdynia, che in quanto addetti alla difesa costiera indossavano ancora la divisa azzurra e quindi i testimoni li considerarono marinai. A novembre o all'inizio di dicembre 1939, un gruppo di 20 membri dell'Unione occidentale polacca, oltre a notai, avvocati, ufficiali di riserva, medici e ingegneri, furono arrestati e poi giustiziati. Furono conservate la maggior parte delle informazioni sull'omicidio compiuto l'11 novembre 1939, nel giorno dell'indipendenza polacca: 314 persone furono poi uccise nelle fosse comuni di Piaśnica con un colpo alla nuca. Tra le vittime ci furono 120 residenti di Gdynia (arrestati nel settembre 1939 come ostaggi), 34 sacerdoti del powiat marittimo (tra cui suor Alice Kotowska, superiora della Congregazione delle Suore della Resurrezione a Wejherowo e nove gesuiti di Gdynia), un gruppo di difensori civili di Gdynia, nonché un gruppo di bambini ebrei; quel giorno furono fucilati molti mercanti, artigiani, insegnanti, medici, giudici e funzionari dei territori del powiat balneare.
I tedeschi si sforzarono di mantenere segreti i crimini commessi a Piaśnica. Le famiglie degli assassinati furono falsamente informate che i loro parenti erano partiti verso il Governatorato Generale o che il loro destino fosse sconosciuto alle autorità tedesche. L'area intorno a Piaśnica è sempre stata circondata da numerose stazioni di polizia, progettate con lo scopo di impedire la possibile fuga dei prigionieri e proteggere la scena del crimine dai testimoni non autorizzati. Tuttavia, la popolazione polacca osservò i numerosi trasporti di prigionieri e sentì il rumore degli spari provenienti dalla foresta, fu quindi ben consapevole di ciò che stesse accadendo a Piaśnica. I lavoratori forestali polacchi trovarono le tracce delle fosse e gli oggetti appartenenti alle vittime nella foresta. Gli stessi autori hanno descritto i dettagli dell'omicidio ad alcuni polacchi.
Nonostante il pericolo, diverse persone riuscirono anche a osservare le esecuzioni compiute nella foresta. L'unico testimone oculare di nazionalità polacca che riuscì a testimoniare sul genocidio di Piaśnica dopo la guerra fu Elżbieta Ellwart.
Le esecuzioni dei prigionieri politici polacchi terminarono nella prima decade del dicembre 1939, lo sterminio fu condotto nelle foreste di Piaśnica fino alla primavera del 1940. Durante questo periodo, furono assassinate le persone deportate dall'intero territorio del Terzo Reich. Piaśnica fu il maggiore luogo di esecuzione della popolazione polacca in Pomerania dopo il campo di concentramento di Stutthof. Questo luogo è anche noto come "Katyn' della Pomerania" o "Golgota della Casciubia". Per i nazisti tedeschi, Piaśnica fu uno dei migliori campi di prova per i crimini di massa.

## Vittime

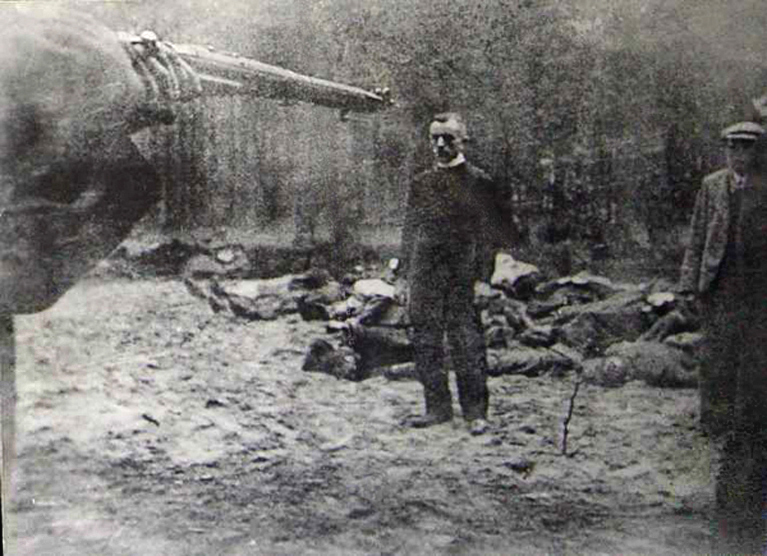
Piaśnica - il momento dell'esecuzione.

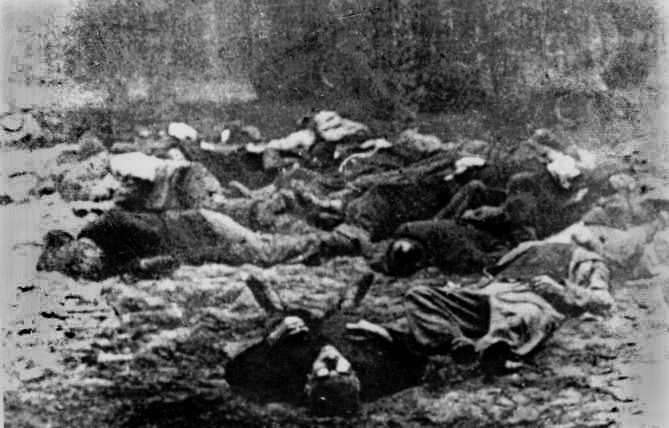
I corpi degli assassinati.

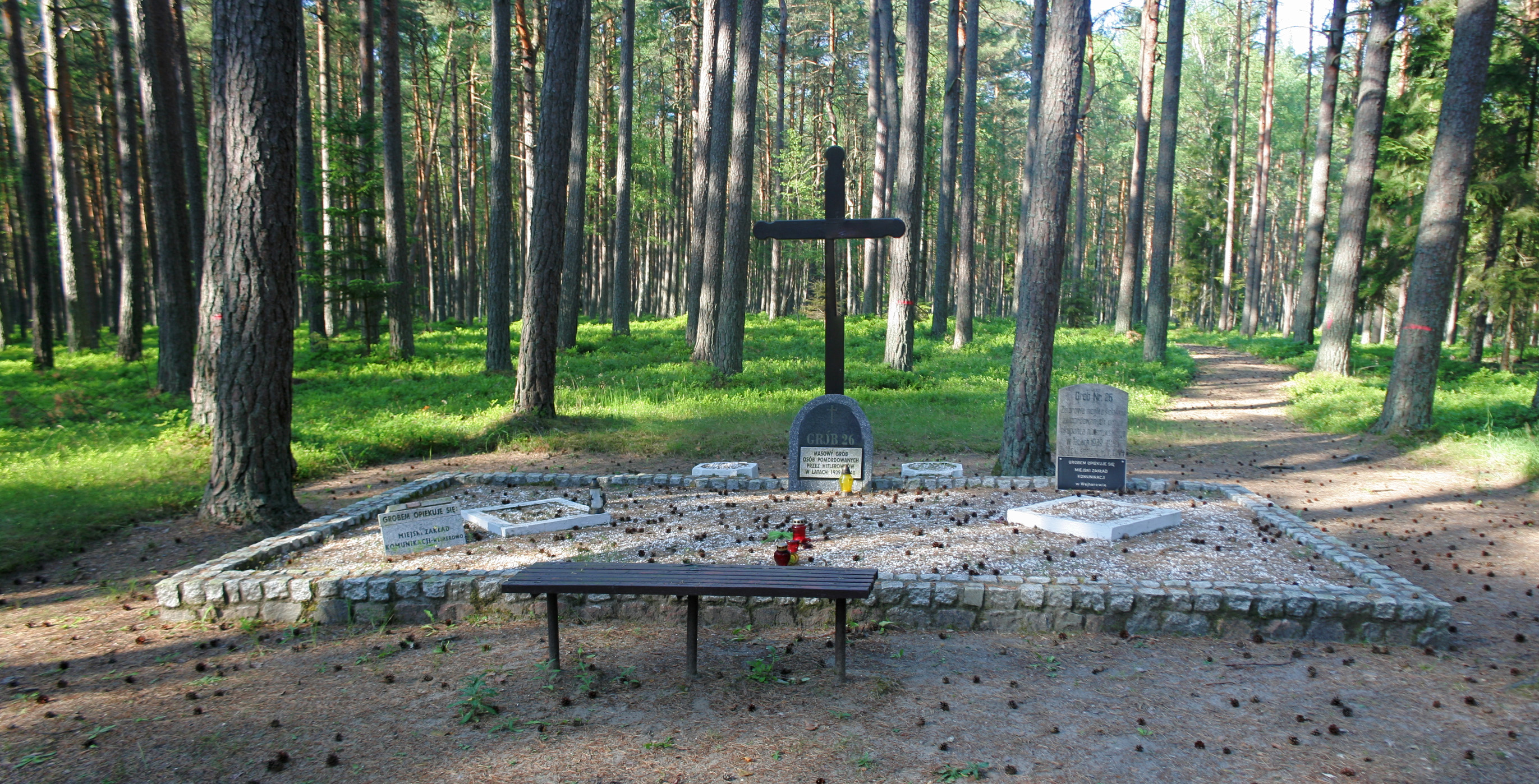
Una delle fosse comuni a Piaśnica.

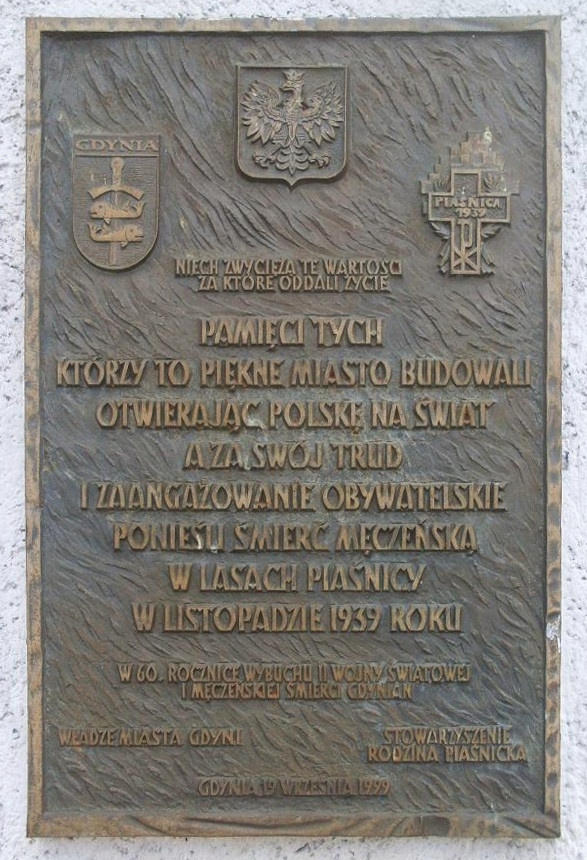
Lapide commemorativa delle vittime di Piaśnica a Gdynia

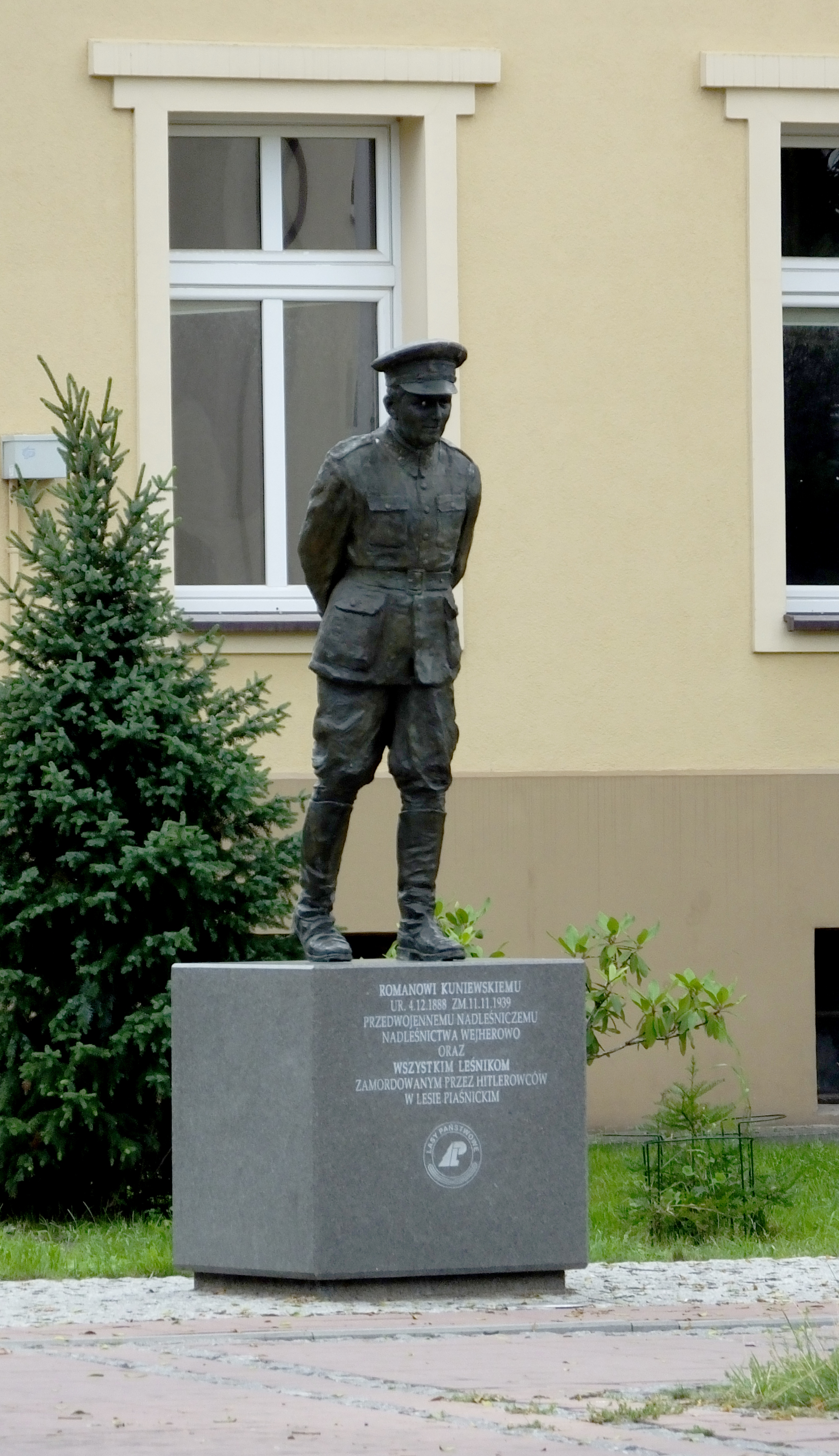
Monumento a Roman Kuniewski, ispettore assassinato nelle foreste di Piaśnica

Nel 1944, i tedeschi insabbiarono molte delle tracce dei crimini compiuti distruggendo la documentazione esistente dei crimini di Piaśnica: il numero esatto degli assassinati, i loro dati personali e il numero delle fosse comuni sono ancora sconosciute. Gli storici polacchi stimano che nelle foreste di Piaśnica siano state uccise da 12.000 a 14.000 persone tra uomini, donne e bambini. Secondo le fonti tedesche, il numero delle vittime è stimato a 6.000 persone.
Durante le indagini nel dopoguerra, è emerso che le vittime di Piaśnica potevano essere suddivise in tre gruppi:
- i rappresentanti dell'élite politica e intellettuale polacca, arrestati dai tedeschi nell'autunno del 1939, e poi detenuti nelle carceri di Wejherowo, Puck, Danzica, Kartuzy e Kościerzyna, e nei campi di internamento di Danzica-Nowy Port e Gdynia -Grabówek.[85] Le vittime di Piaśnica di questo gruppo furono circa 2.000 persone.
- il secondo e più numeroso gruppo di vittime furono le famiglie polacche, ceche e tedesche deportate: furono uccise fino a 10.000 persone.
- il terzo gruppo di vittime di Piaśnica furono i pazienti degli ospedali psichiatrici tedeschi assassinati nell'Aktion T4, iniziata alla fine del 1939, sia nel Terzo Reich che nei territori polacchi occupati. Almeno 1.000 persone sono morte nelle foreste di Piaśnica, pazienti deportati dalle strutture mediche esistenti nella Pomerania occidentale e nel Meclemburgo.

Le indagini e le ricerche scientifiche condotte in Polonia dopo la fine della guerra permisero di identificare solo poche centinaia di vittime di Piaśnica: la maggior parte delle informazioni è stata ottenuta dai prigionieri politici polacchi uccisi sul posto. Nel 2009 si riuscì a stabilire i nomi di 852 vittime provenienti da Gdynia, dalla Città Libera di Danzica e da altre città e villaggi entro i confini dei distretti marittimi. Gli storici polacchi presumono che circa 2.000 ebrei furono assassinati nelle foreste di Piaśnica. I rapporti di Heinz Lorenz sui sopravvissuti fanno luce sulla questione del numero delle vittime: nel gennaio 1940 informò il Gauleiter Forster che "634 persone erano state liquidate dalla contea". Questo numero include solo le persone che vivevano nella zona e ciò potrebbe significare che le restanti 1.400 vittime provenissero da Gdynia, Danzica e dalle città di Kartuzy e Kościerzyna.
Tra gli abitanti assassinati ci furono i rappresentanti di tutti gli strati sociali polacchi, coinvolti in attività politiche, sociali, educative, culturali, religiose e sportive negli anni tra le due guerre. Le maggiori perdite furono subite soprattutto dal clero cattolico, dagli insegnanti e dai membri dell'amministrazione statale e locale. A Piaśnica furono uccisi anche gli attivisti polacchi ed i dipendenti delle Ferrovie dello Stato della Città Libera di Danzica. Ci furono anche casi di omicidio di prigionieri di guerra polacchi, allo scopo di preservare l'apparenza del rispetto della Convenzioni di Ginevra furono rilasciati dalla prigionia, quindi arrestati e liquidati come "civili". Tra queste vittime ci fu il sottufficiale Pawlaczyk, noto come il difensore di Hel. Inoltre, tra le vittime di Piaśnica ci fu un piccolo gruppo di adulti e bambini di nazionalità ebrea, ed anche di tedeschi locali: Franz Lidzbarski, un ricco costruttore di Wejherowo, attivista della minoranza tedesca in Polonia che si dimostrò un oppositore del nazismo; e Arthur Knack, un contadino tedesco residente a Połczyn, fu denunciato dal Volksdeutsche locale.
Gli storici trovano molta difficoltà nell'identificare le vittime deportate, infatti negli archivi tedeschi non sono stati trovati degli elenchi delle persone assassinate. L'unica prova della portata dell'azione di sterminio è il numero e la dimensione delle fosse scoperte a Piaśnica. È stato possibile evidenziare le origini delle vittime grazie alla testimonianza dei ferrovieri polacchi in servizio nella stazione ferroviaria di Wejherowo nel 1939-1940. Nonostante i severi divieti delle autorità tedesche, riuscirono a stabilire un contatto con i passeggeri dei "carri speciali" e capirono che la maggioranza delle vittime trasportate furono rappresentate dalle famiglie dei lavoratori polacchi usciti dalla Polonia per lavoro negli anni tra le due guerre. Dopo la guerra, è stato scoperto che nel settembre e nell'ottobre 1939 le autorità di polizia tedesche effettuarono un'azione su larga scala di internamento dei cittadini polacchi che soggiornavano nel Reich, nonché dei cittadini tedeschi di nazionalità polacca considerati pericolosi per lo Stato. Le postazioni della Gestapo ricevettero l'ordine di rimuovere queste persone dal territorio del Reich entro la fine di marzo 1940. Uno dei campi per "stranieri nemici", situato a Norimberga, fu sciolto il 31 ottobre 1939, cioè quando iniziarono ad arrivare i primi trasporti a Piaśnica. I treni con i polacchi internati arrivavano a Wejherowo dalla Sassonia, Vestfalia, Meclemburgo, Rostock e dalle altre regioni della Germania. Queste persone furono condotte sul luogo dell'esecuzione con il pretesto di un alloggio nella "casa di riposo a Piaśnica" (in tedesco: Erholungsheim Piasnitz) o nel campo di reinsediamento a Kannoowa. Per coprire i crimini furono uccise intere famiglie, mentre le vittime di origine tedesca furono associate all'opposizione antinazista (ad esempio come comunisti o socialdemocratici). Alcuni tedeschi furono prima rilasciati dai campi di concentramento e poi assassinati. L'informazione che queste persone furono uccise a Piaśnica furono di dominio pubblico durante il processo a Kurt Eimann. Tuttavia, i giudici tedeschi all'epoca non svilupparono questo tema. I motivi per deportare le famiglie ceche a Piaśnica sono sconosciuti.
Nel 1939, circa 7.600 pazienti furono curati in sei strutture sanitarie della Pomerania occidentale e del Meclemburgo, ovvero a Lębork, Obrawalde, Stralsund, Treptow, Ueckermünde e Kückenmühle vicino a Stettino. Nel settembre 1941, quasi il 70% fu assassinato nell'operazione nota come Aktion T4. La ricerca d'archivio ha permesso di stabilire che 1.214 pazienti furono trasportati nell'inesistente "struttura medica della Prussia occidentale", ciò non significa automaticamente che tutti furono sterminati a Piaśnica. Durante il processo del dopoguerra, Kurt Eimann confessò l'omicidio di circa 1.200 persone, malati di mente, a Piaśnica. Durante il processo è stato anche presentato un elenco con i nomi di 900 pazienti portati a Piaśnica per l'esecuzione. Le informazioni sull'omicidio di 1.220 "malati di mente del Reich" furono incluse anche nel rapporto di Lorenz Starost del gennaio 1940, anche se non si può escludere che questo numero sia stato sottovalutato. Nel rapporto sui "risultati" dell'unità di Eimann, redatto nel dicembre 1939, si parlava di circa 1.400 pazienti assassinati. Elżbieta Grot e Barbara Bojarska hanno stimato che il numero delle vittime dell'operazione T4 uccise a Piaśnica avrebbe potuto raggiungere un numero pari a 2.000 persone.

Nuove informazioni sui dati personali delle vittime del crimine a Piaśnica saranno fornite dall'indagine, che dal 2011 è condotta dalla Commissione per il perseguimento dei crimini contro la nazione polacca a Danzica. Entro il 2019, i ricercatori dell'Istituto della Memoria Nazionale sono riusciti a identificare i nomi di 2.500 vittime, di cui circa 1.300 polacchi e circa 1.200 pazienti degli istituti psichiatrici tedeschi. I dati anagrafici delle vittime saranno pubblicati nella monografia, la cui pubblicazione è prevista dall'Istituto della Memoria Nazionale al termine delle indagini.

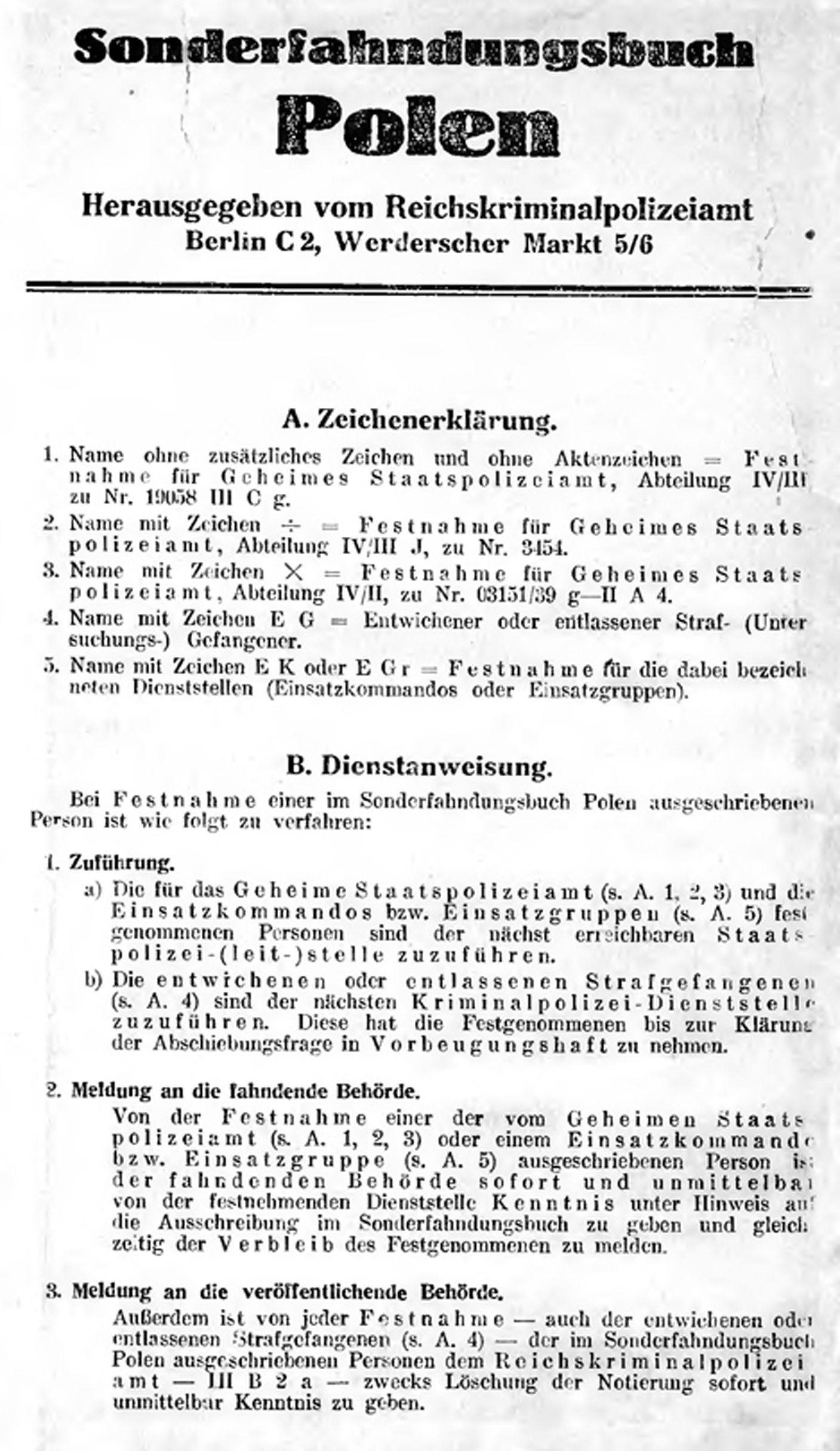
Sonderfahndungsbuch Polen - l'elenco di nominativi polacchi da liquidare preparato dalle SS

## Responsabilità
I crimini a Piaśnica furono commessi essenzialmente per mano di:
- Ufficiali dell'Einsatzkommando 16 (EK 16). Fu un gruppo operativo speciale tedesco delle Einsatzgruppen, guidato dal capo della Gestapo di Danzica, lo SS-Obersturmbannführer Rudolf Tröger. Lo SS-Hauptsturmführer Friedrich Class, impiegato da molti anni nella polizia criminale di Danzica, svolse un ruolo speciale nello sterminio in qualità di dirigente della filiale EK 16 a Gdynia. Fu lui ad approvare le condanne a morte dei prigionieri politici polacchi apponendo la sigla "CL+" accanto al nome.[41] Formalmente il gruppo fu subordinato alla struttura della Gestapo di Wejherowo.[43] Allo sterminio prese parte anche lo SS-Brigadeführer Christoph Diehm[56] e il SS-Hauptsturmführer Franz Köpke, vice di Class. Quest'ultimo fu responsabile, tra l'altro, del trasporto dei detenuti nelle foreste di Piaśnica.[41] Gli ufficiali di grado inferiore dell'EK 16 controllarono le "selezioni" legate alla tortura nella prigione di Wejherowo e, secondo alcuni testimoni, supervisionarono i trasporti delle vittime deportate.[106]
- Membri dell'unità speciale delle SS Wachsturmbann "Eimann". Al comando dell'SS-Sturmbannführer Kurt Eimann, fu costituita sulla base dell'SS-Standarte 36 di Danzica. Di questa unità, due sottounità su cinque parteciparono negli omicidi di massa a Piaśnica. La loro composizione rimane sconosciuta.[107]
- Cittadini tedeschi delle vicinanze di Wejherowo. Membri del gruppo paramilitare Selbstschutz, al comando di Hans Söhn, il quale fu anche responsabile dell'avamposto locale della Gestapo.[108] La milizia territoriale fu subordinata dal punto di vista organizzativo al 5° Ispettorato Selbstschutz con sede a Starogard Gdański. Alla fine della sua esistenza, la Selbstschutz di Wejherowo contò circa 90 membri. Alcuni di loro furono addestrati nella Città Libera di Danzica prima della guerra.[109][110] Le unità Selbstschutz parteciparono al genocidio di Piaśnica dalla fine di ottobre alla fine di novembre 1939, cioè fino allo scioglimento ufficiale di questa formazione.[111]

La sicurezza del luogo delle esecuzioni fu garantita dagli agenti di polizia della gendarmeria dalla stazione di polizia di Weyherów, sotto la guida del capitano Carl Lassen.
Tra i partecipanti attivi nello sterminio, come ad esempio i consiglieri politici, ci furono: Heinz Lorentz, comandante del distretto marittimo (landrat) e capo delle strutture distrettuali del NSDAP (kreisleiter); Gustaw Bamberger, vicesindaco di Wejherowo e segretario del Landbund locale; Friedrich Freimann, sindaco di Puck.
Il personale incaricato delle operazioni di genocidio operò nella villa confiscata al dottor Franciszek Panek, in via Krokowska 6 a Wejherowo, dove furono di stanza sia gli uffici della Gestapo che della sede del distretto Selbstchutz; in questa sede furono raccolti anche gli abiti e gli altri beni appartenenti alle vittime.

## Tentativi di nascondere le tracce del delitto
Nella primavera del 1940, poco dopo la fine dello sterminio a Piaśnica, i tedeschi iniziarono a mascherare la scena del crimine piantando cespugli e alberi sui siti delle fosse comuni. Negli anni successivi, inoltre, le foreste di Piaśnica furono sottoposte a un controllo speciale da parte delle autorità locali e della polizia. La popolazione locale, che nell'autunno del 1940 riacquistò il diritto di entrare nella foresta, vi trovò i resti dei corpi umani, probabilmente scavati dalle fosse dalle volpi e dai cani randagi: per questo motivo i tedeschi diedero la caccia a tutti i cani liberi della zona.
Nonostante il terrore instaurato, gli abitanti dei villaggi vicini tentarono comunque di commemorare gli assassinati. La polizia tedesca riferì che nel giorno del Corpus Domini o della Commemorazione dei defunti del 1941, alcuni sconosciuti lasciarono delle ghirlande e delle candele accese nella foresta di Piaśnica.
Nella seconda metà del 1944, a causa dell'avvicinarsi dell'Armata Rossa, i tedeschi tentarono di distruggere ogni traccia del crimine di Piaśnica. Un gruppo di 36 prigionieri del campo di concentramento di Stutthof fu incaricato di portare a termine questo compito, e alla fine di agosto 1944 furono posti sotto sorveglianza a Piaśnica. Inizialmente, i prigionieri rimasero nel villaggio di Tyłowo, e in seguito furono permanentemente acquartierati in un nascondiglio improvvisato nella foresta. Per prevenire possibili evasioni, le guardie incatenarono i prigionieri.
I membri del commando furono costretti a scavare le fosse e recuperare i corpi delle vittime, che furono poi bruciati nella foresta. Per diverse settimane, il fetore dei corpi in fiamme raggiunse i villaggi vicini. A quel tempo i tedeschi proibirono alla popolazione locale di entrare di nuovo nella foresta. Un polacco di Tyłów fu ucciso sul posto per aver infranto questo divieto. Dopo sette settimane, terminati i lavori, gli uomini delle SS uccisero tutti i membri del commando e ne bruciarono i corpi, in seguito i tedeschi assoldarono altri contadini tedeschi dei villaggi circostanti per nascondere le tracce delle tombe.

## Dopo la guerra

### Responsabilità degli autori
Alcuni degli autori dei crimini a Piaśnica sono morti durante la guerra o sono morti poco dopo la sua fine:
- lo SS-Obersturmbannführer Rudolf Tröger fu ucciso durante la campagna di Francia nel giugno 1940.[116]
- lo SS-Hauptsturmführer Friedrich Class morì di morte naturale nel dicembre 1945.[117]
- Forester Stöckel di Warszkowo, membro del Selbstschutz e supervisore dello scavo delle fosse comuni, fu fucilato dai soldati sovietici nel gennaio 1945.[118]
- Albert Forster, Gauleiter dell'NSDAP e governatore del Reich nel distretto di Danzica-Prussia occidentale, fu processato per i reati commessi, tra l'altro a Piaśnica, fu condannato a morte dal Tribunale nazionale supremo nel 1948, la sentenza fu eseguita il 28 febbraio 1952 nella prigione di Mokotów a Varsavia.
- lo SS-Gruppenführer Richard Hildebrandt, fu condannato a morte dal tribunale polacco di Bydgoszcz. La sentenza fu eseguita il 10 marzo 1951.[119]

Ci furono anche altri procedimenti dinanzi ai tribunali polacchi in cui gli accusati furono di grado inferiore. Nell'agosto 1946 Waldemar Engel fu condannato all'ergastolo da un tribunale penale speciale di Danzica, nel 1954 fu scarcerato e poi emigrò nella Germania Ovest. L'SS-Untersturmführer Herbert Teuffel, appartenente alle SS di Danzica, partecipò ai brutali interrogatori e alle selezioni per le esecuzioni di Piaśnica, poi eseguite nella prigione di Wejherowo nell'autunno del 1939, fu condannato a morte dal tribunale distrettuale di Gdynia e la sentenza fu eseguita nel 1948. Friedrich Freimann, sindaco di Puck durante l'occupazione, fu condannato a morte nel maggio 1950 dal tribunale distrettuale di Gdynia. Il verdetto fu emesso in contumacia e il condannato non fu mai trovato né punito.
Negli anni 1962-1968 si tenne ad Hannover il processo a Kurt Eimann, accusato di aver partecipato allo sterminio dei malati di mente nell'operazione Aktion T4. L'ex comandante della Wachsturmbann "Eimann" confessò di aver ucciso 1.200 pazienti degli ospedali psichiatrici tedeschi a Piaśnica. Fu ritenuto colpevole di partecipazione all'omicidio di massa di 1.200 persone e colpevole di singoli omicidi nei confronti di 10 persone. Fu condannato a quattro anni di reclusione, di cui ne scontò solo due. Nello stesso processo, fu giudicato lo SS-Oberführer Georg Ebrecht, vice comandante delle SS e alto comandante della polizia nel distretto di Danzica-Prussia occidentale, fu condannato a tre anni di reclusione, fu internato dopo il 1945 e la pena fu considerata scontata.
Nel dicembre 1947, un tribunale di Wuppertal condannò Hans Söhn, l'ex comandante della Selbstschutz e capo della struttura della Gestapo a Wejherowo, a tre anni e sette mesi di reclusione. Tuttavia, il verdetto non si applicò ai crimini che l'imputato aveva commesso mentre prestava servizio a Wejherowo. Nel 1959, l'Ufficio centrale dell'amministrazione statale della giustizia per le indagini sui crimini nazionalsocialisti di Ludwigsburg avviò un'indagine sui crimini commessi nel distretto di Danzica-Prussia occidentale, in cui Söhn fu uno dei sospettati, tuttavia l'indagine fu interrotta dalla procura della Germania occidentale, che ha ritenuto insufficienti le prove raccolte.
Gustaw Bamberger, vicesindaco di Wejherowo durante l'occupazione, partecipante alla "selezione" nella prigione locale, ricoprì la carica di vicesindaco di Hannover nel dopoguerra.

### Esumazione e indagini

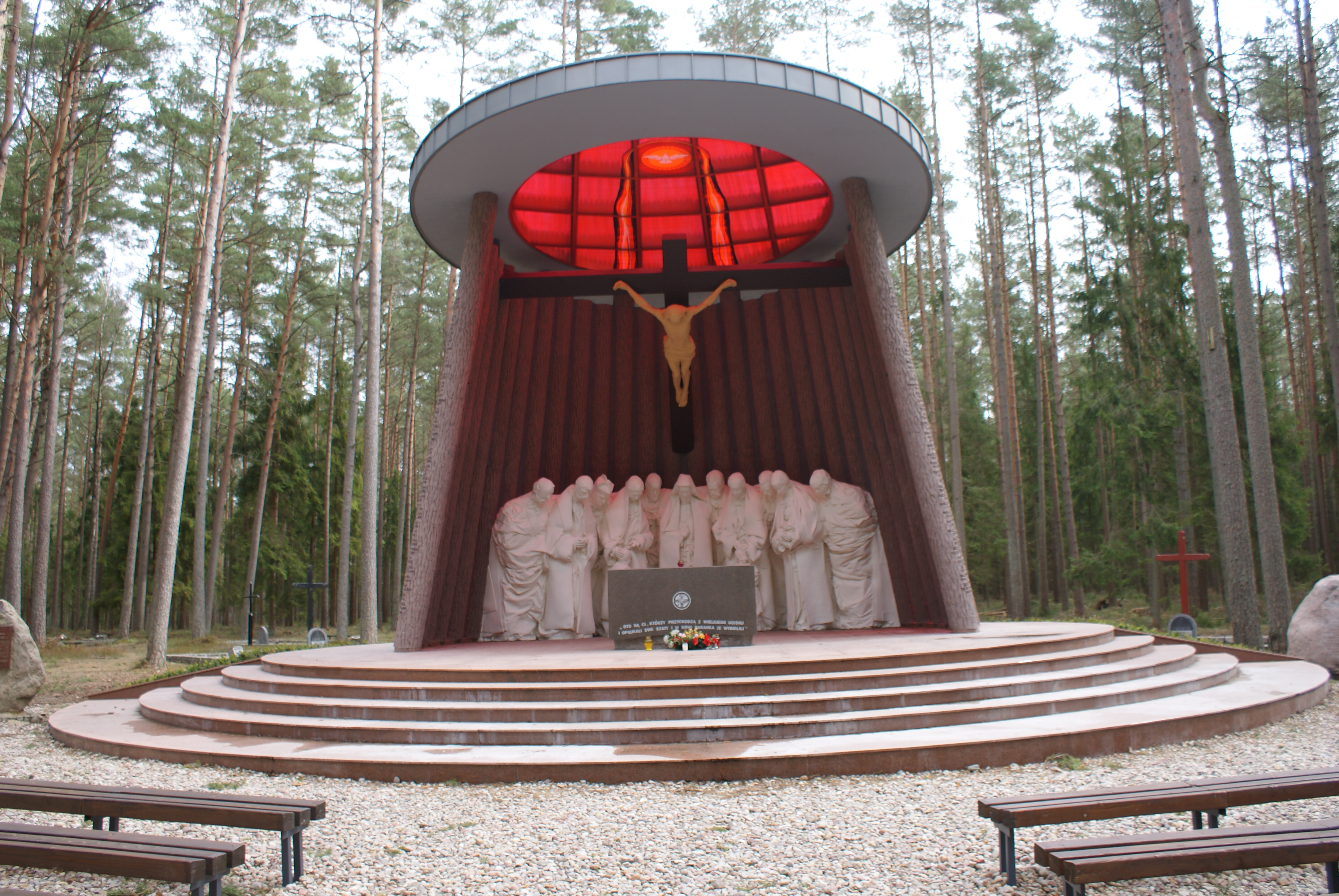
Cappella-mausoleo nella foresta di Piaśnica

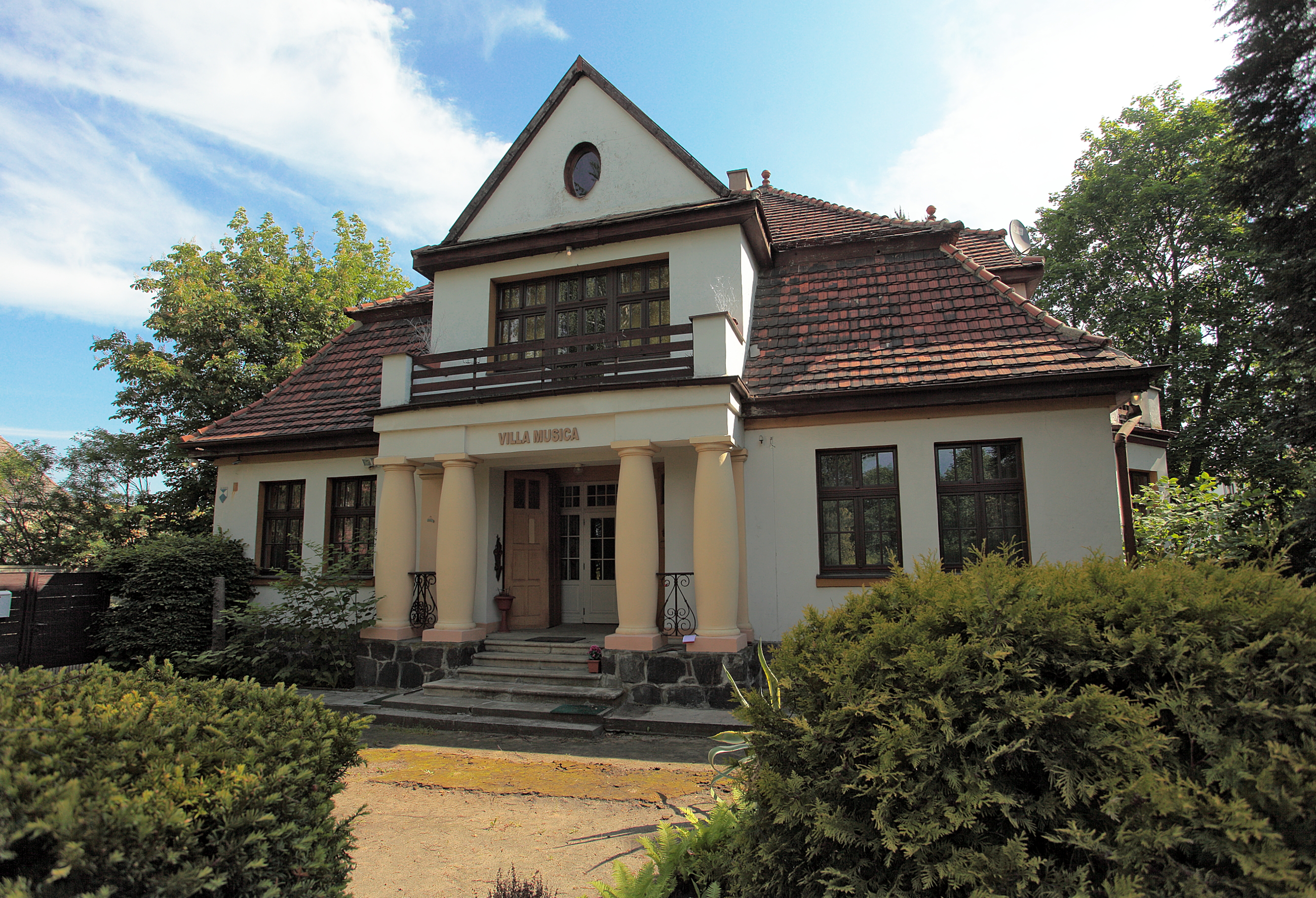
La villa del dottor Franciszek Panek a Wejherowo. Infine, sarà la sede del Museo Piaśnica

Poco dopo la fine delle ostilità, su iniziativa dell'Unione Occidentale Polacca, fu istituita una commissione speciale per l'esumazione che iniziò a indagare sulle tracce dei crimini nelle foreste di Piaśnica insieme alla Commissione distrettuale per le indagini sui crimini tedeschi a Danzica: i lavori furono guidati dal giudice inquirente del tribunale distrettuale di Danzica, Antoni Zachariasiewicz e tra gli altri, parteciparono anche i due contadini tedeschi rimasti in Polonia Walter Mahlke di Leśniewo e Ferdynand Globke di Domatów, i quali furono impiegati nell'autunno del 1939 per scavare le fosse e per seppellire i corpi. Indicarono i luoghi in cui c'erano le fosse comuni e Mahlke fornì inoltre una testimonianza sul corso delle esecuzioni. Il giorno dopo essere stato portato a Piaśnica, Globke si impiccò.
I lavori di esumazione a Piaśnica furono eseguiti tra il 7 e il 22 ottobre 1946. Delle 35 fosse comuni citate dai testimoni, ne sono stati trovati i resti di trenta. Solo 26 fosse sono state realmente esaminate a fondo. Le tombe esaminate erano lunghe da 5,4 a 12,8 metri, larghe da 2,6 a 5 metri e profonde da 2,5 a 3,9 metri. Sono state trovate anche tracce di due inceneritori. Tuttavia, solo in due tombe è stato possibile trovare i corpi perfettamente conservati di 305 vittime, tra cui cinque donne. Nelle restanti sono stati ritrovati solo resti umani, abiti e altri piccoli oggetti.
Durante l'esumazione, le famiglie hanno riconosciuto 55 vittime, di cui trentatré residenti di Gdynia e dieci residenti di Wejherowo (tra cui Karol Biliński e Edward Łakomy). Alcuni corpi identificati furono prelevati dalle famiglie e sepolti nei cimiteri parrocchiali. Il 26 ottobre 1946, presso il cimitero militare di Gdynia-Redłowo, furono sepolti i resti di trenta vittime di Gdynia, di cui una persona rimasta sconosciuta. Le restanti vittime furono sepolte nelle stesse due fosse comuni a Piaśnica dove furono ritrovate (tombe n° 1 e 2).
Nel novembre 1962, grazie alle ricerche condotte da Barbara Bojarska fu possibile trovare le tracce di altri due inceneritori a Piaśnica e anche della fossa dei prigionieri del campo di concentramento di Stutthof. Tenuto conto del fatto che le testimonianze indicavano l'esistenza di almeno 35 fosse comuni, non si può escludere che vi siano ancora tombe sconosciute che nascondono i resti delle vittime del genocidio nelle foreste di Piaśnica.
Nel 1967, le autorità polacche ripresero un'indagine sui crimini. Gli investigatori intervistarono diverse centinaia di testimoni, condussero diverse ricerche d'archivio selezionando i sospetti: l'indagine fu interrotta dopo otto anni per l'impossibilità di ascoltare sia i testimoni che i sospetti residenti fuori della Polonia.
Nel dicembre 2010, il maresciallo del voivodato di Pomerania, Mieczysław Struk, ha chiesto all'Istituto della memoria nazionale di riprendere le indagini sui crimini, sospese dalle autorità della Repubblica popolare polacca nel 1975. Nel 2011 la Commissione per il perseguimento dei crimini contro la nazione polacca a Danzica ha deciso di riaprire le indagini "sull'omicidio di massa di cittadini polacchi perpetrato nell'autunno del 1939 a Piaśnica vicino a Wejherowo". Al maggio 2020, l'indagine era ancora in corso. Dopo il suo completamento, l'Istituto della Memoria Nazionale prevede di pubblicare una monografia sul crimine di Piaśnica con l'elenco dei nomi di tutte le vittime identificate.

### Memoria

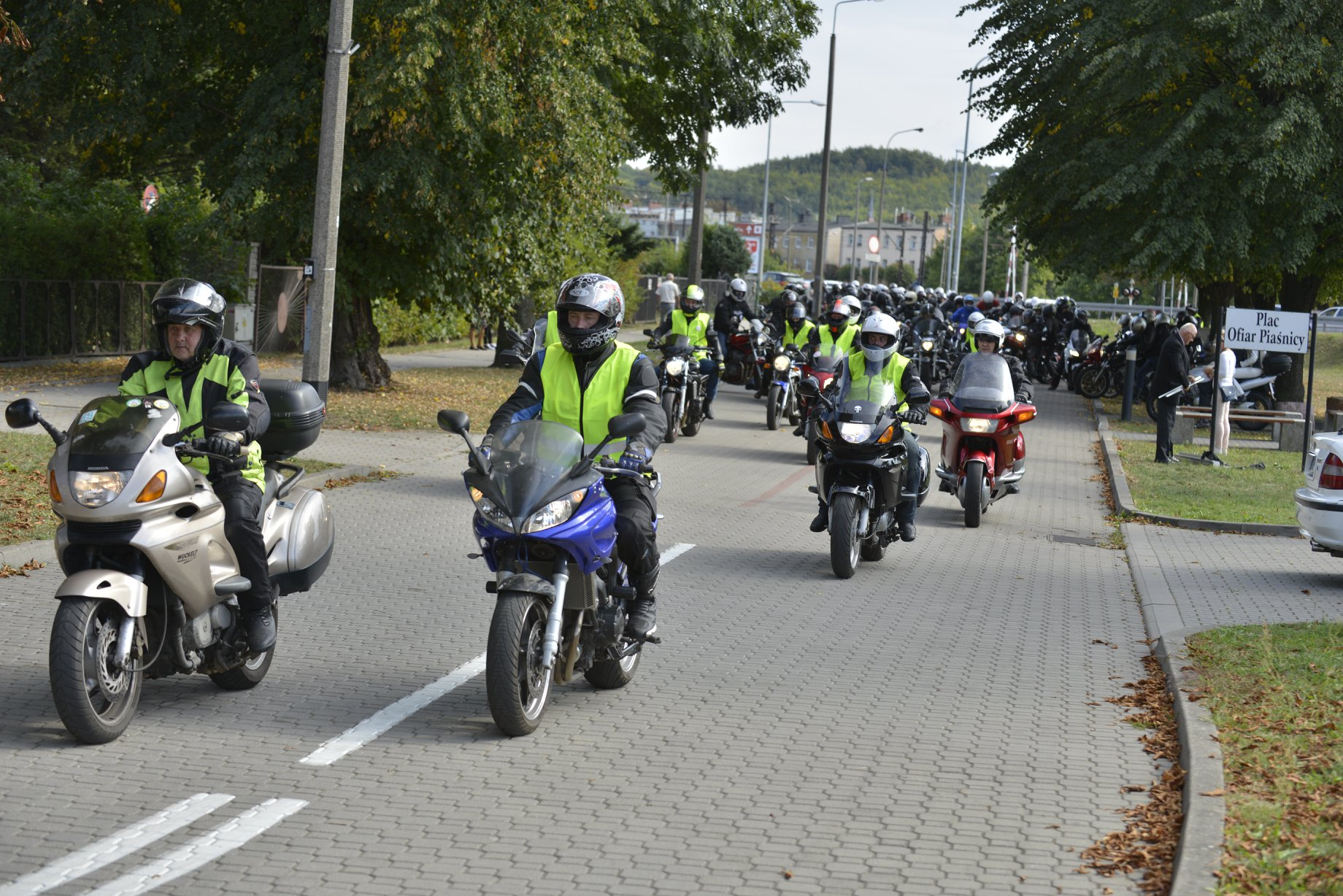
Raduno motociclistico di Piaśnica, 9 settembre 2018

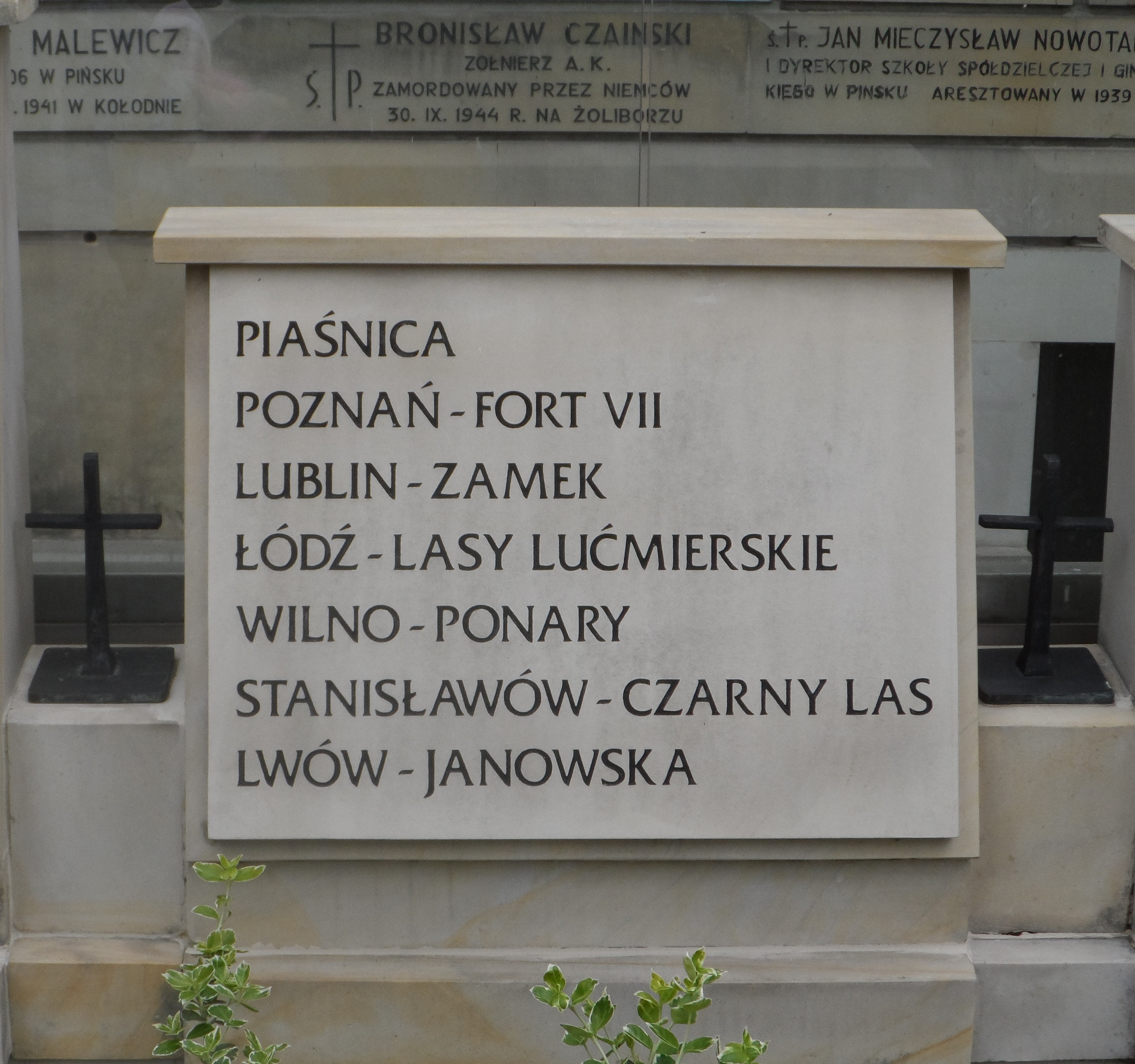
La targa nella chiesa di S. Stanisław Kostka a Varsavia, commemorando le vittime dei crimini tedeschi, comprese le vittime di Piaśnica

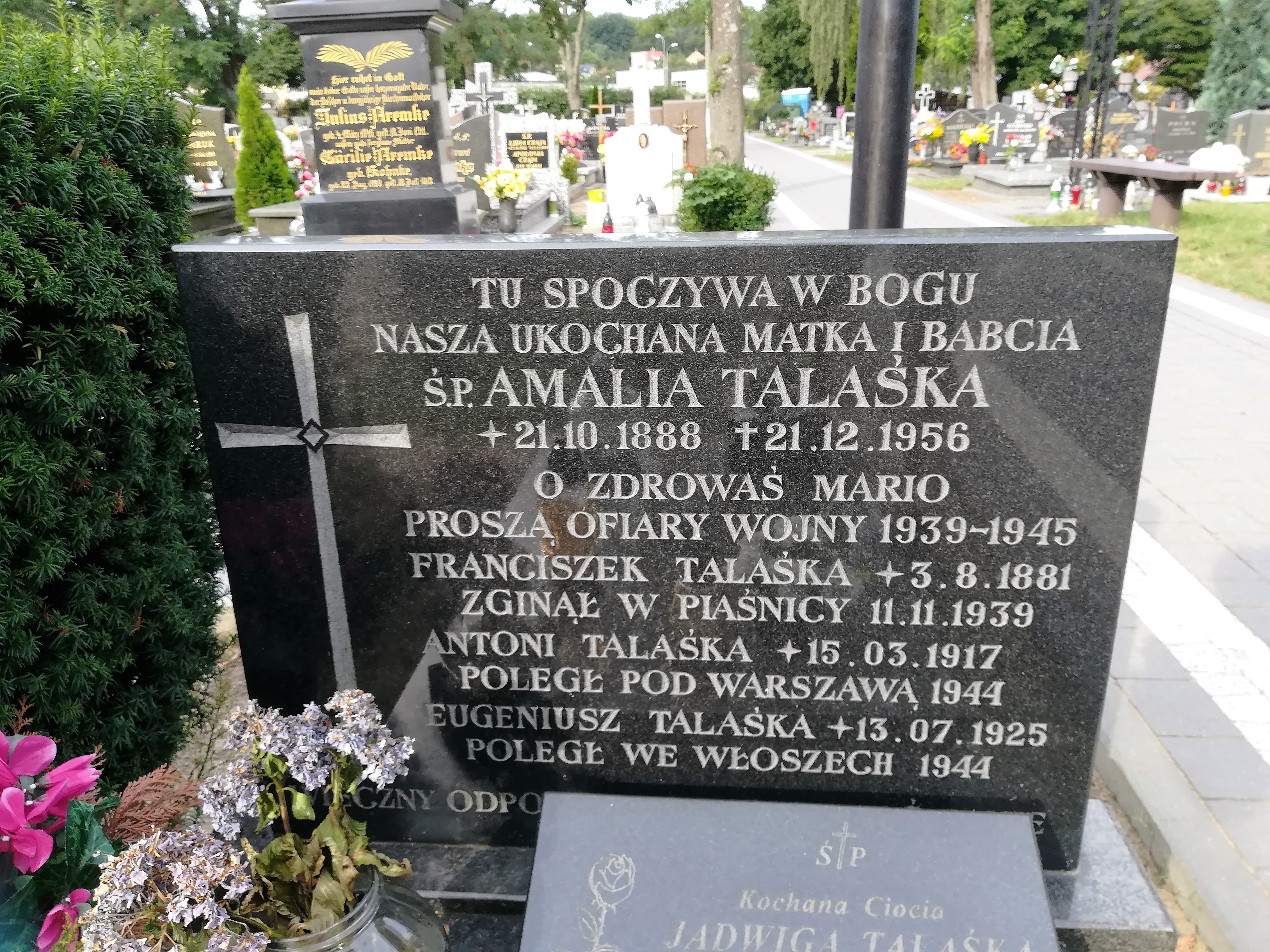
Cimitero di Reda. La tomba di Franciszek Talaśka assassinato a Piaśnica l'11 novembre 1939

Il 4 agosto 1945, l'Unione Occidentale Polacca e il consiglio comunale di Wejherowo organizzarono il primo pellegrinaggio a Piaśnica. Vi presero parte circa 30.000 persone. Le successive manifestazioni nella foresta di Piaśnica ebbero luogo il 22 settembre 1946 e il 31 agosto 1947, quando furono benedetti i luoghi delle esecuzioni. Negli anni successivi, il lavoro di ricerca e gli sforzi per commemorare i crimini di Piaśnica incontrarono numerosi ostacoli da parte delle autorità. Ciò fu dovuto principalmente al fatto che le vittime di Piaśnica (l'intelligence, il clero e i pazienti degli ospedali psichiatrici tedeschi) non rientrarono nel canone ufficiale della politica dell'epoca, la quale affermò che il principale onere della repressione e della lotta contro l'occupante fosse a carico della classe operaia e dei circoli di sinistra. Questo è uno dei motivi per cui Piaśnica e il crimine commesso sono ancora poco noti al grande pubblico.
Nel settembre 1955, su iniziativa della comunità locale e dell'Unione Occidentale Polacca, sulla scena del crimine fu eretto un monumento alle vittime di Piaśnica, progettato da Aleksander Wiecki. Sulla sua parete frontale c'è un'iscrizione che recita:
In una nicchia nella parete di fondo del monumento sono state realizzate tre urne contenenti la terra raccolta nell'ex campo di concentramento di Stutthof a Westerplatte e di uno dei crematori di Piaśnica. Dopo il 1989, vi furono anche collocate le urne con la terra raccolta a Dachau e Katyn'. Vicino al monumento ci sono anche le tavole con l'esatta posizione di 26 fosse comuni. Con il tempo, all'interno del sito commemorativo iniziarono a essere erette piccole sculture o monumenti, che commemoravano le singole vittime o i gruppi di vittime (ad esempio i bambini assassinati).
Inizialmente, il memoriale fu curato dal Comitato Civico Comunale per la Protezione dei Monumenti alla Lotta e al Martirio. Dopo il crollo del sistema comunista, l'obbligo di commemorare le vittime di Piaśnica fu in parte assunto dalle organizzazioni sociali: il Comitato sociale per la cura delle tombe di Piaśnica, istituito nel 1989; l'Associazione della famiglia Piaśnica, fondata nel 1996 a Wejherowo; l'ufficio comunale di Wejherowo, così come altre istituzioni educative della Pomerania.
Le foreste di Piaśnica divennero un simbolo del martirio degli abitanti della Pomerania e della Casciubia durante la seconda guerra mondiale, è noto anche come il Golgota della Casciubia. Le cerimonie di commemorazione delle vittime si svolgono ogni anno ad aprile, mese della commemorazione nazionale, e l'ultima domenica di ottobre, quando a Piaśnica si tiene una funzione solenne unita ad una manifestazione patriottica. Il 30 ottobre 1994 il Vescovo Zygmunt Pawłowicz consacrò la cappella laterale nella Chiesa di Cristo Re a Wejherowo: la Cappella della Regina dei Martiri è dedicata alle vittime dei crimini di Piaśnica, sulle pareti della cappella sono presenti le piastrelle in pietra con i nomi degli assassinati. Un anno dopo, la cura del luogo del martirio di Piaśnica fu trasferito dalla parrocchia di Leśniewo alla parrocchia di Cristo Re a Wejherowo, da quel momento si occupò dell'organizzazione delle celebrazioni di ottobre.
Il 13 giugno 1999, papa Giovanni Paolo II beatificò 108 martiri polacchi, vittime della seconda guerra mondiale, a Varsavia. Tra coloro che furono beatificati c'era suor Alice Kotowska, assassinata a Piaśnica. Nello stesso anno furono eretti altri due monumenti nella foresta di Piaśnica: una scultura che commemora suor Alice Kotowska e una pietra in onore dei gesuiti di Gdynia assassinati. Il 24 ottobre 2004, presso il Monumento alle Vittime di Piaśnica, è stata apposta un'altra targa:
Il 17 settembre 2003, il vescovo di Pelplin, Jan Bernard Szlaga, ha aperto il processo di beatificazione di altre 122 vittime polacche del nazismo, tra cui un religioso assassinato a Piaśnica, il sacerdote Anastazy Kręcki.
Il 3 ottobre 2010, nella foresta di Piaśnica, è stata ufficialmente inaugurata una nuova cappella-mausoleo, che funge anche da monumento. I nomi delle vittime identificate del massacro di Piaśnica sono stati scritti su pali simili a tronchi disposti a pila. Al centro della pila è stato posto un gruppo di sculture di dodici figure che simboleggiano le vittime di Piaśnica.
Il 18 aprile 2012 a Grunwaldzki e Wejherowo, è stato inaugurato un monumento alle vittime delle guerre e del totalitarismo "Ecce Patria", noto anche come "Porta Piaśnicka". Il monumento-mausoleo ha lo scopo di commemorare le vittime e gli eroi di tutte le guerre e dei totalitarismi del XX secolo, con particolare attenzione alle vittime di Piaśnica. Fu costruito lungo il percorso utilizzato dai tedeschi per portare i condannati nelle foreste.
Il 7 novembre 2014, è stato inaugurato davanti all'edificio dell'Ispettorato forestale di Wejherowo un monumento a Roman Kuniewski, un ispettore forestale assassinato l'11 novembre 1939 nella foresta di Piaśnica.
Nel dicembre 2015, per ordine del Ministro della Cultura e del Patrimonio Nazionale, è stato istituito il Museo Piaśnica a Wejherowo. È una sede del Museo Stutthof di Sztutowo. La sua sede è ubicata nell'ex villa del dottor Franciszek Panek, che fu la sede locale della Gestapo e del distretto Selbstchutz.
Il 6 marzo 2016, su richiesta dell'Associazione della Famiglia di Piaśnica, l'arcivescovo Sławoj Leszek Głódź fondò il Santuario della Beata Alice Kotowska e delle Compagne, comprende la Chiesa di Cristo Re e il cimitero di Wejherowo, un luogo commemorativo nella foresta di Piaśnica.
Dal 2018, a settembre, su iniziativa di Marcin Drewa, viene organizzato a Wejherowo il "Piaśnicki Motorcycle Rally". Il suo scopo è sviluppare la conoscenza e la consapevolezza dei crimini di Piaśnica tra gli abitanti della Pomerania.

## Piaśnica nella cultura di massa

### Cinema
- Il documentario Las Piaśnicki del 1990, prodotto da WFDiF e diretto da Tadeusz Wudzki.
- Il film documentario del 2008 Nei boschi di Piaśnica, prodotto da MK Production e diretto da Lech A. Kujawski.
- Il documentario con produzioni storiche romanzate del 2011, intitolato Memoria. Il mistero delle foreste di Piaśnica (diretto da Mirosław Krzyszkowski, Dariusz Walusiak). Il documentario è stato prodotto su iniziativa dell'Auschwitz Memento Association e grazie a un contributo speciale dell'Office for Veterans and Victims of Oppression.
- Il film documentario con spettacoli storici romanzati e animazioni del 2018, intitolato Piaśnica, diretto da Mariusz Sławiński.
- Il film del 2018 The Butler, diretto da Filip Bajon, in cui ci sono scene che raffigurano un'esecuzione nella foresta di Piaśnica.

### Editoria
- Le opere letterarie di Lech Bądkowski, Augustyn Necel, Franciszek Fenikowski, Edmund Puzdrowski e Jerzy Samp.[162] Sono stati raccolti nell'antologia pubblicata nel 1971 dal titolo Piaśnica. Poesia e frammenti di prosa (selezionati e curati da Wojciech Kiedrowski).
- Il delitto nelle foreste di Piaśnica è citato anche nel romanzo di Eugenia Drawz intitolato All'ombra di Piaśnicy
- Il volume di poesie Ricordate Piaśnicy di Joanna Ryszowska del 2019.
- Il fumetto Las Piaśnicki di Tomasz Mering, pubblicato nel 2017.[163]

### Musica
- La canzone del gruppo rock Stone Creek, intitolata Piaśnica.

- L'album Piaśnicki Lament di Folk Acoustic (2019).
- Piaśnicka Msza Żaryobna - 9 canzoni requiem, parole di Mariusz Sieraczkiewicz e musica di Karol Krefta, performance combinata di cori casciubi (Elishama, Kosakowianie, Sounds of Freedom, Strzelenka, Viola) diretti da Magdalena Stenka (2019).
- L'album Moja Piaśnica della band "4razywannou", ventidue brani musicali che raccontano la storia del crimine di Piaśnica (2020).